# Marasmia conformis
Marasmia conformis is een vlinder uit de familie van de grasmotten (Crambidae), uit de onderfamilie van de Spilomelinae. De wetenschappelijke naam van deze soort is voor het eerst voorgesteld als Prodotaula conformis door Edward Meyrick in een publicatie uit 1934.
Deze soort komt voor in Congo-Kinshasa.